# Sidi bel Abbès
Sidi bel Abbès (arabisch سيدي بلعباس, DMG Sīdī Bu-l-ʿAbbās, tamazight ⵙⵉⴷⵉ ⴱⴻⵍ ⵄⴻⴱⴱⴰⵙ Sidi bel ɛebbas) ist die ca. 230.000 Einwohner zählende Hauptstadt der gleichnamigen Provinz im Nordwesten Algeriens. Sie ist auch der Hauptort einer Gemeinde (commune) mit insgesamt ca. 250.000 Einwohnern. 
Die Stadt ist nach einem hier begrabenen muslimischen Heiligen des 18. Jahrhunderts benannt.

## Lage
Sidi bel Abbès liegt ca. 90 Kilometer südlich der Mittelmeerküste bei Oran in einem Hochtal des Tellatlas in einer Höhe von etwa 470 m. Das Klima ist gemäßigt bis warm; Regen (ca. 460 mm/Jahr) fällt hauptsächlich in den Wintermonaten. Die Stadt liegt am Oued Sig.

## Bevölkerung
| Jahr      | 1977    | 1987    | 1998    | 2008    |
| --------- | ------- | ------- | ------- | ------- |
| Einwohner | 112.988 | 152.778 | 183.931 | 210.146 |

Seit den 1960er Jahren erlebt Sidi bel Abbès eine starke Zuwanderung von Familien aus den ländlichen Regionen Algeriens.

## Geschichte
In der ab 1840 von Frankreich besetzten Region bauten Franzosen 1843 unter General Bedeau nahe dem Dorf Sidi bel Abbès einen militärischen Außenposten. Die Festung diende der Bekämpfung der Stammesvereinigung der Beni Ameur, von der mehrere Aufstände ausgingen. Die Kämpfer von Abd el-Kader bereiteten den Franzosen unter General Louis Juchault de Lamoricière 1845 eine schwere Niederlage, doch mussten sich die Beni Ameur darauf zurückziehen und unterlagen schließlich. Die Franzosen darauf schufen innerhalb weniger Jahre eine Stadt nach französischem Vorbild.
Der Ort wurde zu einem Zentrum der Fremdenlegion und wuchs schnell. 1896 gab es 26.887 Einwohner, davon waren 11.516 Muslime und 420 Juden, 6950 waren französische Staatsbürger und 8001 weitere Europäer. Von 1831 bis 1962 befand sich in der Stadt das Mutterhaus (Maison mère) der Fremdenlegion mit dem 1. Fremdenregiment im Quartier Viénot. Durch das schnelle Wachstum der Stadt verschwand deren traditionelle Gliederung.
Die Bevölkerung bestand keineswegs nur aus rechtsgerichteten Siedlern. Die sozialen Kämpfe der Metropole wurden auch in Algerien geführt. Der Triumph des linken Front populaire bei den französischen Parlamentswahlen führte in Sidi bel Abbès am 14. Juni 1936 zu Freudenkundgebungen mit rund 5000 in den Straßen defilierenden Menschen. Rechtsextreme Demonstranten griffen die Veranstaltung mit Tränengas und Steinwürfen an.
Im Algerienkrieg gehörte Sidi bel Abbès zum 1956 neu eingeteilten französischen Verwaltungsgebiet Wilaya 5. Als am 5. Juli 1962 die Unabhängigkeit Algeriens proklamiert wurde, verlor die Fremdenlegion ihren bis dahin wichtigsten und ältesten Stützpunkt. Die französische Regierung ließ das gesamte Regiment von Algerien nach Aubagne (Frankreich) verlegen. In die Festung der Fremdenlegion zog zunächst eine Universität ein. Auch verließen zahlreiche Europäer, sogenannte Pieds-noirs, die Stadt. Im September 1962 war sie infolge des Wegzuges der europäischen Bevölkerung halb leer. Verwaltung, Polizei, Justizwesen, Schulwesen und viele wirtschaftliche Aktivitäten kamen vorübergehend zum Erliegen.

## Sehenswürdigkeiten
Die Altstadt war von einer Stadtmauer mit insgesamt vier Toren umschlossen; diese wurde im Jahr 1930 zugunsten breiter Boulevards größtenteils niedergerissen. Die von den Franzosen völlig neu gestaltete und mit vielen Bauten in den verschiedenen Stilformen der zweiten Hälfte des 19. und ersten Hälfte des 20. Jahrhunderts versehene Stadt verfügt über eine Universität und eine Kunsthochschule.

## Wirtschaft
Der Anbau von Getreide ist der hauptsächliche Wirtschaftszweig der Region; aber auch Wein und verschiedene Obstsorten wurden angepflanzt. Ein aus Andalusien übernommenes Bewässerungssystem konnte den Ertrag der Ernte vergrößern.

## Verkehr
Sidi bel Abbès besitzt einen Bahnhof an der Bahnstrecke Oran–Akid Abbès der SNTF. Am 25. Juli 2017 wurde ein 14 km langes Straßenbahnnetz eröffnet. 

## Persönlichkeiten

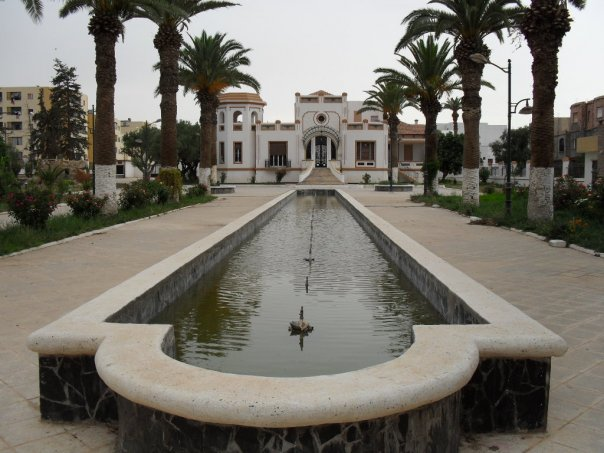
Sidi bel Abbès – École des Beaux Arts

- René Viviani (1863–1925), französischer Premierminister 1914–1915
- Charles Brécard (1867–1952), französischer General
- Kaddour Benghabrit (1868–1954), muslimischer Geistlicher und Diplomat, Gründer der Großen Moschee von Paris
- Louis Ségura (1889–1963), französischer Kunstturner
- Gaston Maurice Julia (1893–1978), französischer Mathematiker
- Emmanuel Aznar (1915–1970), französischer Fußballer
- Jean Rösch (1915–1999), französischer Astronom
- Marcel Cerdan (1916–1949), französischer Profi-Boxer im Mittelgewicht
- Sauveur Rodriguez (1920–2013), französischer Fußballspieler und -trainer
- Cheikha Rimitti (1923–2006), algerische Raï-Sängerin
- Mohammed Bedjaoui (* 1929), algerischer Jurist, Präsident des Internationalen Gerichtshofs (1994–1997)
- Raymond Lopez (1931–2017), französischer Autorennfahrer
- Djilali Abdi (1943–2022), algerischer Fußballspieler
- Kadour Naimi (* 1945), algerisch-französisch-italienischer Filmproduzent, Drehbuchautor, Dramatiker und Schauspieler
- Jean Boyer (1948–2004), französischer Organist, Komponist und Professor für Orgel
- Hector Zazou (1948–2008), französischer Komponist und Musikproduzent
- Jean-François Larios (* 1956), französischer Fußballspieler
- Jean-Marc Aveline (* 1958), französischer Geistlicher, Erzbischof von Marseille
- Brigitte Giraud (* 1960), französische Autorin
- Kad Merad (* 1964), französischer Filmschauspieler
- Mohamed Bahari (* 1976), algerischer Boxer
- Houda-Imane Faraoun (* 1979), algerische Physikerin und Politikerin